# Edward Vernon
Edward Vernon (Città di Westminster, 12 novembre 1684 – Nacton, 30 ottobre 1757) è stato un ammiraglio e deputato inglese.
Edward era il secondo figlio dell'editore del London Gazette, James Vernon (1646 – 1727), e della di lui consorte Mary Bruck († 1715). Il padre era stato prima Segretario privato di Giacomo Scott, 1º duca di Monmouth, e dopo la Gloriosa rivoluzione era divenuto Segretario di Stato (1697–1702).

## Biografia

### Gli inizi della carriera
Edward frequentò dal 1692 al 1700 la Westminster School, ove studiò matematica, astronomia e lingue classiche.
La sua carriera nella Royal Navy iniziò il 10 maggio 1700, quando s'imbarcò come volontario (King's Letter Boy) sul Shrewsbury, comandato dal capitano Benjamin Hoskins, sotto la bandiera di Sir George Rookes. Nel gennaio 1706 egli era già divenuto capitano. Tra il 1708 ed il 1712 compì la sua prima missione nei Caraibi e dopo lo scoppio della guerra della Quadruplice Alleanza (1718–1720), fu nominato comandante in capo della Jamaica Station (Royal Navy). In questa funzione egli incrociò con la sua squadra fra la costa settentrionale di Giamaica e il Windward Passage per garantire la sicurezza al naviglio mercantile inglese. Nel 1721 egli rientrò con le sue navi in Inghilterra.

### Parlamentare controverso
Nel 1722 Vernon si guadagnò il seggio parlamentare di Penryn (Cornovaglia).
L'esatta relazione con Penryn non è chiara, tuttavia già il padre James aveva più volte occupato tale scranno parlamentare. Negli anni 1726 e 1727 Vernon prese parte, sotto gli ammiragli Sir Charles Wager e Sir John Norris, ad operazioni navali nel Baltico e rientrò in patria dopo la morte del re Giorgio I d'Inghilterra, ove riprese la sua posizione in parlamento.
A causa della critica espressa in toni accesi al ministero della guerra si fece numerosi nemici.
Particolarmente controversa fu la sua tesi che la morte dell'ammiraglio Francis Hosier e la perdita delle squadre navali delle Indie Occidentali nel 1726 fossero state evitabili. Per le sue affermazioni in un discorso sulle fortificazioni francesi a Dunkerque egli ricevette nel 1732 un rimprovero ufficiale.

## Le nuove imprese nei Caraibi: l'eroe nazionale
Ancor prima dello scoppio della Guerra anglo-spagnola dal 1739 al 1742  (detta anche Guerra dell'orecchio di Jenkins, iniziata ufficialmente il 9 ottobre 1739) Vernon si candidò al comando della spedizione navale britannica nei Caraibi.
Già poco dopo il suo arrivo a Port Royal, la base navale militare della britannica in Giamaica, Vernon ottenne una sua significativa vittoria. Il 20 novembre 1739 egli riuscì a distruggere le fortificazioni spagnole di Portobello nella odierna Panama e con questo l'eliminazione di fatto di uno dei punti intermedi di rifornimento della cosiddetta Flotta dell'argento spagnola. Solo poco tempo dopo a Vernon riuscì un'impresa simile con il porto panamense di Chagres.
Nel gennaio 1741 una flotta di 186 navi con 30.000 uomini di fanteria attraversarono l'Atlantico diretti a Giamaica, ove fu deciso un attacco al porto ammuragliato di Cartagena de Indias (attuale Colombia). Vernon diresse le operazioni della flotta, la fanteria fu posta agli ordini del generale Thomas Wentworth, mentre i difensori spagnoli erano comandati dall'ammiraglio Blas de Lezo. L'assedio di Cartagena da parte inglese iniziò il 9 marzo 1741.

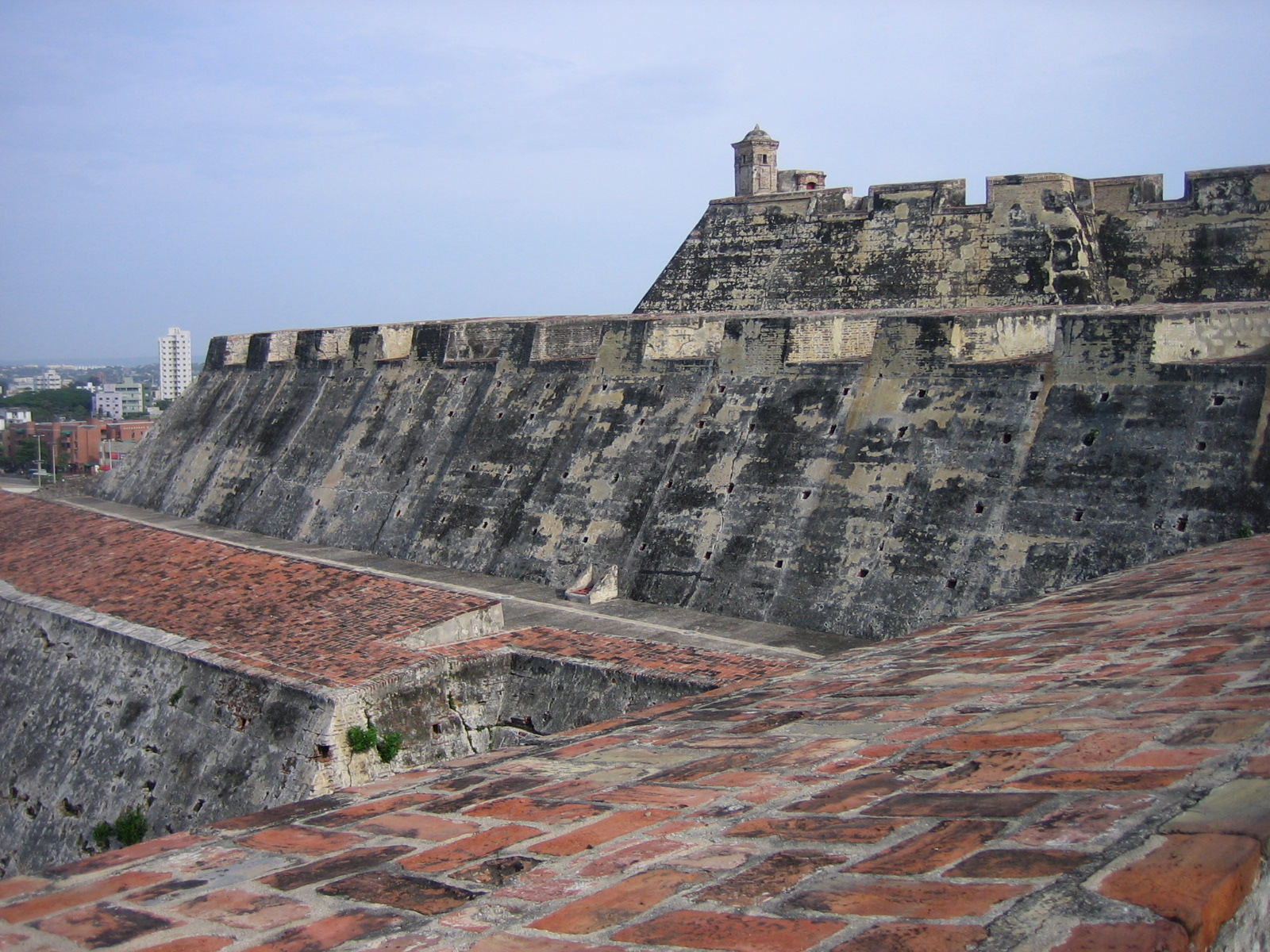
Fortezza di San Felipe de Barajas (Cartagena)

Tuttavia la flotta inglese andò incontro alla sconfitta. Nel corso dell'azione emerse che gli inglesi non dovevano combattere solo contro le sottovalutate forze nemiche, bensì anche contro le rilevanti difficoltà del mare e dell'istmo, alle quali dovettero infine arrendersi. Dopo rilevanti perdite (non ultime quelle dovute alle malattie tropicali), l'assedio navale fu levato il 9 maggio 1741.
Le forze combinate inglesi decisero quindi di attaccare il porto di Santiago di Cuba, poiché da esso si poteva tenere sotto controllo, dallo strategico Windward Passage, il percorso fra la spagnola Cuba e l'isola francese di Hispaniola. Dato che le ben munite fortificazioni di Santiago e lo stretto accesso al porto parevano rendere impossibile un attacco dal mare, gli inglesi decisero per un attacco da terra, sbarcando le truppe nella Baia di Guantánamo, ma la spedizione si rivelò un insuccesso, anche in questo caso una delle cause importanti fu la decimazione delle truppe inglesi dovuta a malattie tropicali.
In gennaio del 1742 l'esercito coloniale inglese, rinforzato da nuove truppe provenienti dall'Europa, decise di attaccare la città di Panamá. A questo scopo doveva essere prima riconquistata Portobello, per poter poi avanzare verso sud in direzione di Panamá. Come nei precedenti attacchi a Cartagena e a Santiago di Cuba, l'impresa si rivelò un disastro. A causa di un frettoloso attacco di unità della flotta di Vernon su Portobello (il piano originale prevedeva un attacco da terra), la guarnigione spagnola di Portobello ebbe il tempo di fuggire e rifugiarsi a Panamá, cosicché la città fu avvertita in tempo del prossimo attacco inglese. L'impresa, priva di prospettive,  dovette essere quindi annullata già a fine di marzo.
Nonostante questi insuccessi Vernon riuscì, con un'accorta politica di informazioni, a rafforzare la sua fama di eroe nazionale, creata con la originaria conquista di Portobello e quella successiva di Charges. In suo onore furono coniate appositamente numerose monete e fu dato il nome di Portobello ad una via di Dublino e ad una, ancor oggi rimasta e famosa, di Londra.
Particolare attenzione meritano in proposito i falliti tentativi di Vernon, dotato di una flotta di 186 navi, comunque più grande di ben 60 navi rispetto a quella Invincibile Armata spagnola con la quale Filippo II aveva tentato di invadere l'Inghilterra, di conquistare una Cartagena, le cui fortificazioni erano decisamente meno buone di quelle di Portobello.
Nella convinzione che la conquista sarebbe riuscita, Vernon aveva già in anticipo fatto coniare monete ove era raffigurato l'ammiraglio spagnolo Blas de Lezo inginocchiato di fronte a lui. 
La sconfitta di Vernon consentì altri cinquant'anni di predominio spagnolo nei Caraibi.

### Fine della carriera militare e morte di Vernon
Dopo il suo rientro in patria Vernon fu ancora eletto membro del Parlamento, questa volta in rappresentanza del collegio di Ipswich.
In numerosi articoli di stampa, lettere e discorsi parlamentari Vernon dibatté svariati aspetti della condotta della guerra sui mari.
Egli si espresse per migliorare le condizioni di vita sulle navi della flotta militare britannica e per un trattamento più umano dei marinai. Il suo atteggiamento critico nei confronti dell'ammiragliato pose fine anticipata, nel 1745, al corso della sua carriera. Egli rimase membro del Parlamento fino alla sua morte.

## Old Grog

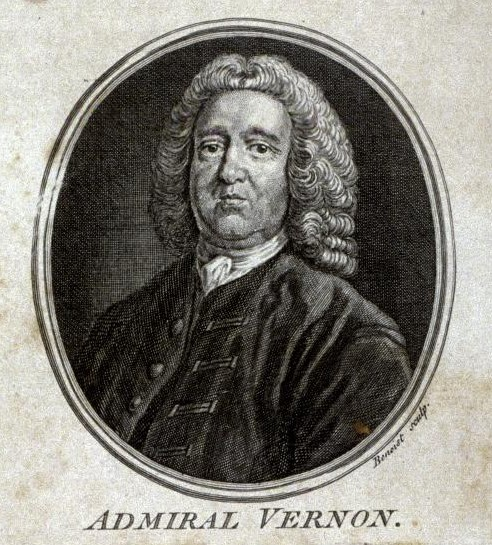
L'ammiraglio Old Grog Vernon

L'usuale razione di rum distribuita all'equipaggio delle navi della marina da guerra inglese ai tempi di Vernon determinava non di rado casi di ubriachezza e di allentamento della disciplina.
Per questo motivo Vernon faceva distribuire solo rum annacquato. In un secondo tempo egli fece aggiungere alla bevanda zucchero e succo di limetta.  A Vernon era stato affibbiato il nomignolo di Old Grog, poiché era uso indossare un mantello di Grogram, una ruvida stoffa a base mista di lana e seta. Questo nomignolo fu presto dato anche alla bevanda, che da allora divenne nota come grog. Nella marina inglese il grog rimase parte importante della razione giornaliera dei marinai fino al 1970.

## Vernon e Washington
Durante la sua permanenza nelle Indie Occidentali Vernon ebbe modo di far conoscenza con Lawrence Washington, fratello del successivamente famoso George Washington. Lawrence prese parte nel 1741, come ufficiale imbarcato sulla nave ammiraglia di Vernon, alla Guerra dell'orecchio di Jenkins. Più tardi Lawrence Washington diede il nome dell'ammiraglio britannico alla sua proprietà (Mount Vernon).

## Pubblicazioni di Vernon
- Original papers relating to the expedition to Carthagena, Cuba and Panama (1744)
- Admiral V----n's opinion upon the present state of the British navy (1744)
- A specimen of naked truth from a British sailor: a sincere wellwisher to the honour and prosperity of the present royal family and his country (1746)
- Seasonable advice from an honest sailor to whom it might have concerned, for the service of the C---n and C-----y (1746)
- Original letters to an honest sailor (1748)